# Max Prantner
Max Prantner (* 24. Juni  2000 in Triest) ist ein italienischer Handballspieler. Der zentrale Rückraumspieler gehört der italienischen Handballnationalmannschaft an und ist ehemaliger Angehöriger der Nachwuchsnationalmannschaften Italiens im Beachhandball.

## Hallenhandball
Prantner spielte bis 2023 für den italienischen Erstligisten Sport Club Meran Handball. 2023 war ein Wechsel zum Schweizer Erstligisten Pfadi Winterthur angekündigt. Beim medizinischen Eintrittstest im Sommer 2023 wurde eine langwierige Knieverletzung festgestellt, weshalb aus versicherungstechnischen Gründen es zu keinem Vertragsschluss kam. Daraufhin lief er weiterhin für Meran auf. Im Sommer 2025 schloss er sich dem deutschen Zweitligisten SG BBM Bietigheim an.
Mit der italienischen U-18-Nationalmannschaft nahm Prantner an der Ausgleichveranstaltung für nicht für die U-18-Handball-Europameisterschaft der Männer 2018 qualifizierte Mannschaften in Georgien teil und gewann mit seiner Mannschaft dieses Turnier. Für die Qualifikation zur Handball-Europameisterschaft der Männer 2022 wurde er im März 2021 erstmals in die italienische A-Nationalmannschaft berufen und debütierte Anfang Mai des Jahres bei einer Niederlage gegen Norwegen. Mit der Nationalmannschaft nahm er an den Mittelmeerspielen 2022 teil und belegte den 7. Platz.

## Beachhandball
Prantner ist seit der Jugendzeit Nationalspieler Italiens im Beachhandball. Seine erste Teilnahme an einer internationalen Meisterschaft war im Rahmen der Jugendeuropameisterschaften 2016 (U16) in Nazaré, Portugal, wo er mit seiner Mannschaft zunächst alle Vorrundenspiele und das Viertelfinale gegen Polen gewann. Erst im Halbfinale gegen Portugal musste Italien eine Niederlage hinnehmen, gewann dann abschließend noch einmal gegen Russland das Spiel um die Bronzemedaille. In diesem Spiel war er mit 22 erzielten Punkten bester italienischer Werfer. Prantner spielte in allen sechs Spielen und erzielte 60 Punkte.
Auch 2017 stand Prantner im italienischen Aufgebot für die Jugendeuropameisterschaften (U17) am Jarun-See in Zagreb, Kroatien. Nach zwei Siegen und zwei Niederlagen in der Vorrunde – gegen Russland war er mit 17 bester Torschütze der Italiener – zog Italien in das Viertelfinale gegen Spanien ein, unterlag dort jedoch. Bei den weiteren Platzierungsspielen gewann Italien zuerst gegen Polen – Parantner war mit 20 Punkte wieder bester Werfer Italiens –, unterlag im abschließenden Spiel um den fünften Platz jedoch Kroatien und wurde Sechster. Prantner kam erneut in allen sieben Spielen zum Einsatz und erzielte 87 Punkte.
Im selben Jahr folgte sie Teilnahmen an den ersten je ausgetragenen Jugendweltmeisterschaften in Flic-en-Flac auf Mauritius. Nach drei Siegen in der Vorrunde und nur einer Niederlage gegen Spanien im letzten Spiel der Hauptrunde, zog Italien in das Viertelfinale ein und gewann dort gegen Venezuela. Auch das Halbfinalspiel gegen Russland wurde gewonnen. Im Finale traf Italien erneut auf Spanien und verlor dort erst im Shootout und gewann damit die Silbermedaille und qualifizierte sich für die Olympischen Jugend-Sommerspiele 2018 in Buenos Aires.
2018 folgten die Jugendeuropameisterschaften in Ulcinj, Montenegro. Nach drei Siegen in der Vorrunde verlor Prantner mit seinen Italienern das Viertelfinalspiel gegen Kroatien. Nach einem Sieg über Ungarn und einer Niederlage gegen Russland schloss Italien wie im Vorjahr das Turnier als Sechster ab. Prantner kam wieder in allen möglichen sechs Spielen zum Einsatz und erzielte 46 Punkte im ersten Gruppenspiel gegen Montenegro.

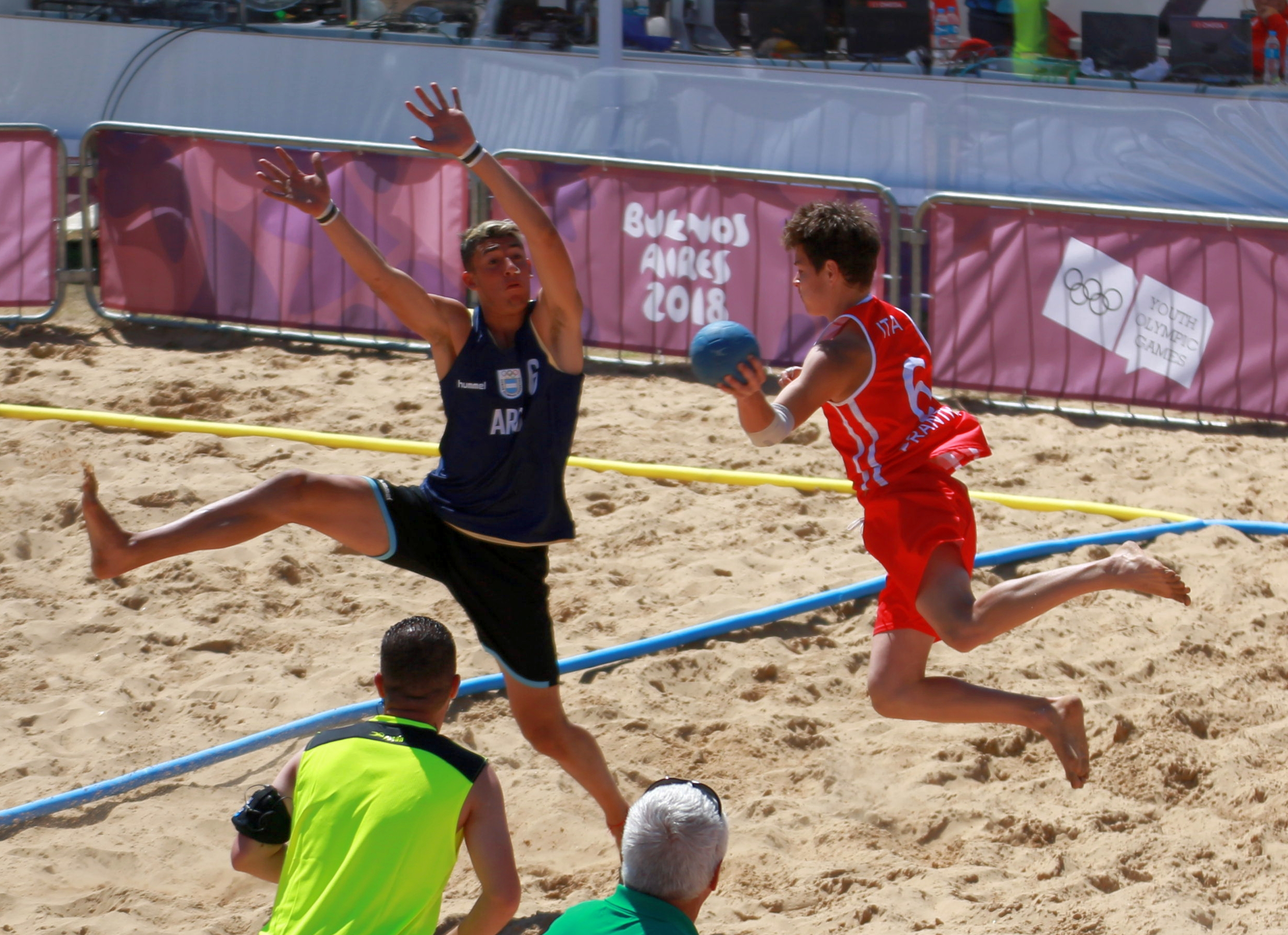
Prantner beim Shootout gegen Elian Goux/Argentinien im Vorrundenspiel der Olympischen Jugendspiele 2018

Höhepunkt und Abschluss der Zeit als Nachwuchsspieler wurden die Olympischen Jugendspiele. Prantner startete mit Italien zwar mit zwei deutlichen Siegen gegen Paraguay (13 Punkte, sechs Vorlagen) und Mauritius (10/3) in die Vorrunde, unterlag danach jedoch in den drei weiteren Spielen gegen Kroatien (11), Portugal (14) und die Gastgeber aus Argentinien (11/4). Damit wurden die Italiener nur Vierte der Gruppe und qualifizierten sich nur für die Trostrunde. Hier gelangen zunächst zwei Siege gegen Uruguay (22) und Chinesisch-Taipeh (Taiwan), doch im letzten Spiel um den Gruppensieg unterlag man gegen Venezuela (8/4). Die Mannschaft war auch der Gegner im abschließenden Platzierungsspiel um den siebten Platz (4/5). Hier unterlag Italien erneut, in der Addition beider Sätze mit dem identischen Resultat wie schon im Spiel zuvor. In neun Spielen erzielte Prantner 102 Punkte.

## Privat
Prantner ist Sohn des Trainers Jürgen Prantner und Bruder des Nationalspielers Leo Prantner. Er besuchte das Realgymnasium Meran „Albert Einstein“.

## Einzelbelege
1. ↑  Official Squad Lists Men’s IHF. (PDF) In: ihf.info. 30. Dezember 2024, abgerufen am 6. Januar 2025 (englisch).
2. ↑  QHL: Pfadi Winterthur verpflichtet Linkshänder Max Prantner - Handball Schweiz. Abgerufen am 9. Juli 2023 (Schweizer Hochdeutsch).
3. ↑  Max Prantner steht Pfadi Winterthur nicht zur Verfügung. Abgerufen am 14. Juli 2025 (Schweizer Hochdeutsch).
4. ↑  SG BBM Bietigheim holt Prantner. Abgerufen am 14. Juli 2025 (deutsch).
5. ↑  European Handball Federation - 2018 M18 CHAMPIONSHIP / Championship - GEO. Abgerufen am 24. Juni 2021 (englisch).
6. ↑  3. Meraner Spieler in der Nationalmannschaft. 9. März 2021, abgerufen am 25. Juni 2021.
7. ↑  Matteo Aldamonte: Qualificazioni EHF EURO 2022: Italia contro la Bielorussia per sognare l'impresa. Abgerufen am 24. Juni 2021.
8. ↑  European Handball Federation - 2022 Men's EHF EURO / Match Details. Abgerufen am 24. Juni 2021 (englisch).
9. ↑  Ergebnisse der Mittelmeerspiele 2022. (PDF) In: cijm.org.gr. Abgerufen am 10. September 2023.
10. ↑  European Handball Federation - 2016 Men's ECh Beach Handball 16 / Final Tournament. Abgerufen am 24. Januar 2021 (englisch).
11. ↑  European Handball Federation - 2017 Men's Ech Beach Handball 17 / Final Tournament. Abgerufen am 24. Januar 2021 (englisch).
12. ↑  suedtirol1.it: Südtiroler des Tages: Alex Freund, Christian Mitterrutzner und Max Prantner. Abgerufen am 24. Januar 2021.
13. ↑  European Handball Federation - 2018 Men's ECh Beach Handball 18 / Match Details. Abgerufen am 24. Juni 2021 (englisch).
14. ↑  2018 Summer Youth Olympics Official Result Book Beach handball
15. ↑  Log into Facebook. Abgerufen am 24. Juni 2021 (englisch).
16. ↑  Handball Landesmeisterschaft Junioren | RG Meran. Abgerufen am 24. Juni 2021.

12 Filip Baranašić |
24 Martin Tomovski |
96 Jan Hrdlička |
3 Nikola Vlahovic |
5 Nico Bacani |
7 Dominik Claus |
8 Alen Hadzimuhamedovic |
10 Tom Wolf |
13 Juan Muñoz de la Peña Morales |
14 Fynn-Luca Nicolaus |
18 Fabian Wiederstein |
29 Moritz Strosack |
31 Alexander Pfeifer |
33 Djibril M’Bengue |
36 Jonathan Fischer |
41 Till Hermann |
66 Max Prantner |
Trainer: Iker Romero |
Co-Trainer: Manuel Schmidt |
Torwarttrainer: Jürgen Müller
| Personendaten    | Personendaten                                    |
| ---------------- | ------------------------------------------------ |
| NAME             | Prantner, Max                                    |
| KURZBESCHREIBUNG | italienischer Handball- und Beachhandballspieler |
| GEBURTSDATUM     | 24. Juni 2000                                    |